# 伊藤利尋
伊藤 利尋（いとう としひろ、1972年（昭和47年）7月22日 - ）は、フジテレビのアナウンサー。2024年現在は、局次長待遇のゼネラルアナウンサー情報担当の職にある。

## 来歴・人物
神戸市須磨区出身。身長は176cm。
幼少期は転校が非常に多く、幼稚園で3回、小学校で3回、中学校で2回転校した。小学校4年から中学1年までイギリス・ロンドンに住んでいたため、英語が堪能。
兵庫県立長田高等学校を経て慶應義塾大学法学部政治学科卒業（学位は法学士）。在学中は体育会ソフトテニス部に在籍。慶應大卒業後の1995年にフジテレビに入社。同期入社は、森昭一郎、菊間千乃（2007年退社）、高木広子（2011年退社）。
愛称は「アミーゴ伊藤」または単に「アミーゴ」。「アミーゴ伊藤」の前は「チェックマン伊藤」であり「チェッキー」とも呼ばれていた。ちなみに、とんねるずの石橋貴明からは「悪いMr.ビーン」と呼ばれたことがある。
2010年3月29日から放送が開始された『知りたがり!』（2012年3月までは10・11時台、同年4月以降は14・15時台）では総合司会を務めた。このため、平日は『めざましテレビ』終了後に約2時間、間を置いてから『知りたがり!』と午前中に2本の番組に出演していた。さらに、2011年11月4日から12月2日の平日（11月23日を除く）は、『知りたがり!ワールドカップバレースペシャル』が15時57分 - 16時53分に放送となった上、2011年11月2日から2012年3月31日まで『めざましテレビ』総合司会代理（病気休養に入った当時『めざましテレビ』総合司会の大塚範一の代理）も担当し、2011年12月2日まで平日の3番組・計5時間、帯番組の総合司会を務めた。
2012年5月14日には出勤中に乗用車を運転中、左ミラーに歩行中の30代女性の左肩が接触する事故を起こし、そのまま現場を走り去るも、女性が通報し、事情聴取されたと報道された。16日の『知りたがり!』では、「届け出があった時間帯に、その路上で誰かに明確に接触した認識はありません。警察にも同様のお話をさせていただいた。真摯に受け止めて、女性の方に対しても誠意を持って対応していく所存です。私事でご心配、ご迷惑をおかけして申し訳ございませんでした」と説明し、謝罪した。
競馬のGI初実況は2006年の第1回ヴィクトリアマイルであり、2007年も実況している。また、本命印を「重たい印」と表現するのが特徴だったが、2008年以降は競馬実況からは離れている。また、モータースポーツの実況も2008年まで行っていた。
1期後輩の竹下陽平と仲が良く、まだ竹下が結婚する前に『竹下が結婚したら私財を投げ売ってでも彼の結婚を祝福する』と話したことがある（竹下は2020年1月1日に結婚、伊藤は結婚式の仲人を担当）。
とんねるずに気に入られており、とんねるずの事務所・アライバルに「フリーになれば1億」と誘われたこともある。
2004年4月、6年の交際を経て、1歳年下の一般人女性と結婚。2008年9月には長男が誕生している。現在、2児（長男、長女）の父である。
2015年3月30日から3年間は、『みんなのニュース』平日版のメインキャスターに事実上専念。報道番組のメインキャスターをレギュラーで務めることは、フジテレビへの入社後初めてであった。2016年4月に発災した熊本地震では、被災地からの生中継リポートを最後に担当した同月29日放送分において、「（被災地の視聴者や関係者で）マスコミの取材を不快に思われた方には心よりお詫び申し上げます」という異例のコメントでリポートを締めくくった。本人が後に述懐したところによれば、発災の約2週間後に同番組向けの取材で被災地へ出向いたところ、「地域外からの取材者」という立場での葛藤に直面。避難所などで取材を重ねるにつれて「（自分たちの番組や取材は）果たして被災地に寄り添っているのだろうか?」と自問するまでに至ったという
。なお、出演期間中の2017年には、7月1日付の人事異動でアナウンス室の主任からシニア部長待遇に昇格している。
『みんなのニュース』が2018年3月30日で終了したことに伴い、翌週（4月2日）から2020年9月25日まで、『情報プレゼンター とくダネ!』の男性サブ司会を担当。総合司会の小倉智昭が休演する日には、小倉に代わり、総合司会を任されていた。
2020年9月28日以降は、『とくダネ!』のサブ司会から『バイキングMORE』の進行MCへ異動。母体番組の『バイキング』で初年度（2014年度）に月・水・金曜日の進行MCを務めて以来5年半振りに、坂上忍とで平日午後の生放送を進行する。
2021年7月1日付の人事異動でアナウンス室情報担当部長から情報担当局次長待遇へ昇格。
2022年4月4日以降は、『バイキングMORE』の放送終了に伴い、自身が2015年3月まで初代天の声を12年間務めた『ネプリーグ』3代目天の声として7年ぶりに正式に復帰した（同年4月11日の放送から2代目の佐野瑞樹が『バイキングMORE』の後番組『ポップUP!』の進行MCに異動したために正式に復帰）。
2023年6月28日付でシニア局次長待遇・統括チーフアナウンサー情報担当に昇進。2024年7月1日付でシニア局次長待遇・ゼネラルアナウンサー情報担当に昇進。
2024年9月30日、27日に退任した三宅正治の後任で『めざましテレビ』の総合司会（メインキャスター）に就任。

## 出演番組
報道・情報番組
| 期間                   | 期間                   | 番組名                              | 役職                       | 担当日         |
| ---------------------- | ---------------------- | ----------------------------------- | -------------------------- | -------------- |
| 新人時代（研修終了後） | 新人時代（研修終了後） | FNNニュース2:00                     | シフト勤務キャスター       | （交替制）     |
| 1997年4月5日           | 1998年3月28日          | めざましテレビ週末号                | レポーター                 | 土曜日         |
| 1999年1月4日           | 1999年3月31日          | FNNスーパーニュース                 | フィールドキャスター       | 平日           |
| 1999年4月1日           | 2008年3月28日          | めざましテレビ                      | コーナーレポーター         | 平日           |
| 1999年4月1日           | 2008年3月28日          | めざましテレビ                      | 情報キャスター             | 木・金曜日     |
| 2001年4月7日           | 2001年9月29日          | お台場2★4★8 スーパーウォッ!チャ     | コーナーキャスター         | 土曜日         |
| 2003年10月4日          | 2008年3月29日          | めざましどようび                    | 総合司会                   | 土曜日         |
| 2008年3月31日          | 2011年11月1日          | めざましテレビ                      | 情報キャスター             | 平日           |
| 2008年7月6日           | 2009年9月27日          | サキヨミ→サキヨミLIVE               | 総合司会                   | 日曜日         |
| 2009年10月4日          | 2010年3月28日          | 情報エンタメLIVE ジャーナる!        | 総合司会                   | 日曜日         |
| 2010年3月29日          | 2013年3月29日          | 知りたがり!                         | 総合司会                   | 平日           |
| 2011年11月2日          | 2012年3月30日          | めざましテレビ                      | 総合司会代行               | 平日           |
| 2013年4月3日           | 2013年6月24日          | BSフジLIVE プライムニュース(BSフジ) | グローバルキャスター       | 水曜日         |
| 2013年4月3日           | 2013年6月24日          | FNNレインボー発・あすの天気         | キャスター                 | 水曜日         |
| 2013年7月6日           | 2014年3月29日          | FNNレインボー発・あすの天気         | シフト勤務キャスター       | 隔週土曜日     |
| 2013年10月5日          | 2015年3月28日          | 世界HOTジャーナル                   | 司会                       | 土曜日         |
| 2014年4月2日           | 2015年3月27日          | バイキング                          | 進行役                     | 月・水・金曜日 |
| 2015年3月30日          | 2018年3月30日          | みんなのニュース                    | メインキャスター           | 平日           |
| 2015年6月1日           | 2018年3月30日          | 直撃LIVE グッディ!                  | ニュースコーナーキャスター | 平日           |
| 2018年4月2日           | 2020年9月25日          | 情報プレゼンター とくダネ!          | サブ司会                   | 平日           |
| 2020年10月5日          | 2022年4月1日           | バイキングMORE                      | 進行MC                     | 平日           |
| 2024年9月30日          | 現在                   | めざましテレビ                      | 総合司会(メーンキャスター) | 平日           |

特別・スポーツ・実況担当番組・その他
- スーパー競馬
- みんなのケイバ
- フォーミュラ・ニッポン
- F1グランプリ
- 本日建国!お台場合衆国 めざまし真夏の大中継スペシャル（2009年7月18日）
- F1モデル
- FNN総選挙2012 ニッポンの決意 JAPAN'S DECISION（開票速報キャスター、2012年12月16日、第46回衆議院議員総選挙）
- 20周年めざましテレビ夜の大同窓会!（2013年10月5日）
- 金曜プレミアム・緊急スペシャル 教祖麻原ら7人死刑執行 日本が震えたオウム事件の〝真実〟（2018年7月6日） - 司会
- Live選挙サンデー（2019年7月21日） - 開票キャスター[注 2]
- 直撃!シンソウ坂上（進行）
- F2-X（福井謙二の代理）
- 世界法廷ミステリー

バラエティ番組
- 森田一義アワー 笑っていいとも!（テレフォンアナウンサー、1995年10月 - 1996年9月）
- 笑っていいとも!特大号
- 笑っていいとも!増刊号（ナレーション）
- FNSの日・超夢列島 そのうち何とか23時間（第9回の提供読み）
- 実況格闘（2003年12月30日）
- ネプリーグ
  - 初代天の声 - 2004年2月4日 - 2015年3月30日、2015年3月30日に『みんなのニュース』のメインキャスターの就任のため、初代天の声を退任。
  - 3代目天の声 - 2021年3月22日 - 、2021年3月から10月までは｢ネプアップデートリーグ｣担当。2022年4月11日にバイキングMORE終了と、佐野瑞樹がポップUP!の進行MCの就任に伴い、正式に復帰。
- なんで推理SHOW ハテナの出口（2010年4月17日 - 9月18日）
- う!ウマいんです。
- 絵画伝達バトル エデン
- アヤパン
- うなぎのぼり研究所
- 晴れたらイイねッ!Let'sコミミ隊
- ポンキッキーズ（伊藤チュー利尋役）
- 志村X
- VivaVivaV6
- VS嵐
  - 初代天の声 - 知りたがりで退任。
  - 3代目天の声 - アゲるテレビ開始で復帰したが、みんなのニュース開始で退任。
  - 5代目天の声 - プライムニュース イブニング開始で復帰。以降は不定期で担当。
- IPPONグランプリ - 初代フロア進行→3代目フロア進行
- 初詣!爆笑ヒットパレード
- 女子アナが挑戦!資格検定スペシャル 〜雑学クィーン決定戦〜
- 『GRA』"ゴールデンラッシュ嵐"（司会）
- ギャル曽根 世界を喰う!
- ギャル曽根 世界を喰う!!2 アジア完食スペシャル
- ミスキャンパスクイーンコンテスト決定戦
- ミスキャンナイトフジ (仮)
- アナ☆ログ
- 教科書を面白くするテレビ『なんでもカキコミ学園』
- IQサプリ（クイズ出題）
- クイズ!ヘキサゴンII（問題出題）
- 世界最速!空中バトル レッドブル・エアレース2008
- お笑い登龍門
- お笑い登龍門ガッハ（CS）
- お笑いチャンピオンボウリング（MC担当）
- キャッシュキャブ（クイズ出題）
- とんねるずが生放送!音楽番組全部見せます!!-名曲で元気になろう-（2012年3月21日）
- 人生の正解TV〜これがテッパン!〜（2013年2月2日、司会）
- 体育倉庫〜ジムくんとゆかいな仲間たち〜（2009年7月 - 8月、2010年6月 - 10月、2011年7月 - 2012年）キン役[11]
- クイズ・ソモサン・セッパ!（司会 2013年7月8日 - 2014年3月28日）
- ボクらの時代（ゲスト）
  - 先輩の羽鳥慎一、佐野瑞樹とトリプル共演（2015年2月8日）
  - 同局先輩アナウンサーの三宅正治、軽部真一と共に出演（2024年9月22日[注 3]）
- AKB48 第4回選抜総選挙生放送SP（2012年6月6日）
- AKB48じゃんけん大会〜今夜新センター決定SP〜（2013年9月18日、主審）
  - 上記大会模様の一部が2013年11月12日放送のAKBINGO!で放送され、数秒ながら顔と音声が日テレ系列で放送された。
- 超ド級!ありえない映像博覧会
- とんねるずのみなさんのおかげでした（主に「もじもじ君HYPER」や「俺のキッチンスタジアム石橋」「買うシリーズ」などのコーナー司会・進行）
- 木梨目線! 憲sunのHAWAII（ナレーション）※第3回は出演。
- 芸能人が本気で考えた!ドッキリGP（コーナー実況、生放送に大遅刻ドッキリ[注 4]）
- キスマイ超BUSAIKU!?（2022年9月22日・スタジオでの進行、2022年10月20日・2022年10月27日、天の声）[注 5]
- KinKi Kidsのブンブブーン
  - 初代ナレーション（2014年10月26日 - 2015年3月）
  - 進行（2020年10月10日 - 2022年3月、不定期）
  - 5代目ナレーション（2022年4月2日 - 2023年3月、2022年12月24日放送分まで毎週担当し、2023年1月7日放送分からは佐野瑞樹と交代で担当）
  - 進行 (2022年10月22日 - 2023年3月、黒瀬翔生・佐野瑞樹・堤礼実と交代で担当)
- ジャンクSPORTS（2018年1月28日 - 2023年3月）- ナレーション
- なりゆき街道旅（2018年4月1日 - ）- ナレーション
- VS魂 グラデーション（2021年1月3日 - 2023年9月28日） - 天の声
- 逃走中大みそかSP〜お台場大決戦！〜 - スタジオMC、生放送逃走中実況
- ぽかぽか
  - 「アンジャッシュ児嶋王決定戦」出題ナレーション（2023年4月28日・5月26日）
  - MC代理[注 6]（2025年4月7日）
- 坂上サンドの東北行きあたりばっ旅 〜地元の実力見させてもらっちゃいますSP〜（2024年3月8日）[13] - 進行
- 相葉◎×部（2023年10月26日 - ） - ナレーション

### テレビドラマ
- SP 警視庁警備部警護課第四係 Episode-I（2007年11月3日）
- ロス:タイム:ライフ 第6節（2008年3月8日）
- 金曜プレミアム「潔癖クンの殺人ファイル2」（2015年6月19日、フジテレビ）

### テレビアニメ
- ちびまる子ちゃん（2000年2月6日）
- ミヨリの森（2007年8月25日） - お父さん
- ジャングル大帝 -勇気が未来をかえる-（2009年9月5日） - 国連の要人

### ナレーション
- 国分太一のおさんぽジャパン（ナレーション 2013年4月1日 - 2015年3月27日）
- KinKi Kidsのブンブブーン（ナレーション 2014年10月26日 - 2015年3月）
- VS嵐（天の声、2008年4月12日 - 2012年3月29日、2013年4月18日 - 2015年4月30日、2018年4月19日 - 2020年12月24日）※2015年以前はレギュラーで担当。
- FNSラフ&ミュージック〜歌と笑いの祭典〜 第1夜（2021年8月28日）- 天の声
- FNSラフ&ミュージック〜歌と笑いの祭典〜 第2夜（2021年8月29日）- 天の声
- VS魂（2021年1月3日 - 2022年4月24日）- 天の声（週替わり）※前番組『VS嵐』から続投。

### フジテレビ以外の番組
- フジテレビ・ヤフーと共同企画 死者ゼロを目指せ・災害時のメディア連携（2020年3月8日・NHK総合） - MC[14]
- あしたの命を守りたい～NHK民放　取材者たちの震災10年（2021年3月14日・NHK総合） - 総合司会[15]
- 明日をまもるナビ スペシャル「未来の命を救いたい」（2022年4月3日・NHK総合） - MC[16]
- アナテレビ（2023年5月3日・NHK総合） - ゲスト・この番組では、NHKから高瀬耕造（大阪放送局在籍）、日本テレビから水卜麻美、テレビ朝日から大下容子、TBSから安住紳一郎、テレビ東京から松丸友紀が出演[17][18]。

### 映画
- ローラーボール (Rollerball) 2001年製作
  - ジョン・マクティアナン監督、出演:クリス・クライン、ジャン・レノ、LL・クール・J、レベッカ・ローミン＝ステイモス、ナヴィーン・アンドリュース、オレッグ・タクタロフ（Oleg Taktarov）
- だCOLOR?〜THE脱獄サバイバル (2016年7月、KATSU-do) - 劇中討論番組の司会進行 役

### ゲーム
- ネプリーグDS（2007年発売）[19]
- 超ネプリーグDS（2008年発売）

### 競馬GI実況歴
- NHKマイルカップ（2008年）
- ヴィクトリアマイル（2006年 - 2007年）
- ジャパンカップダート（2007年）

## 同期アナウンサー
- 高木広子（2011年12月退社）
- 菊間千乃（2007年12月退社）
- 森昭一郎